# BMW 501
La BMW 501 est une berline de luxe fabriquée par BMW de 1952 à 1958. Présentée au premier Salon de Francfort en 1951, la 501 a été la première automobile fabriquée et commercialisée par BMW après la Seconde Guerre mondiale. 
La 501 et ses dérivés, dont la BMW 502 à moteur V8, ont été surnommées « anges baroques » par le public allemand, en raison de leurs immenses ailes et de leur style particulier. La BMW 502 a été la première voiture allemande d'après-guerre équipée d'un moteur V8. Les modèles 501 et 502 ont été abandonnés en 1958, mais des variantes de mêmes plate-forme et carrosserie ont été produits jusqu'en 1963.

## Historique

### Autovelo redémarre la production «BMW»

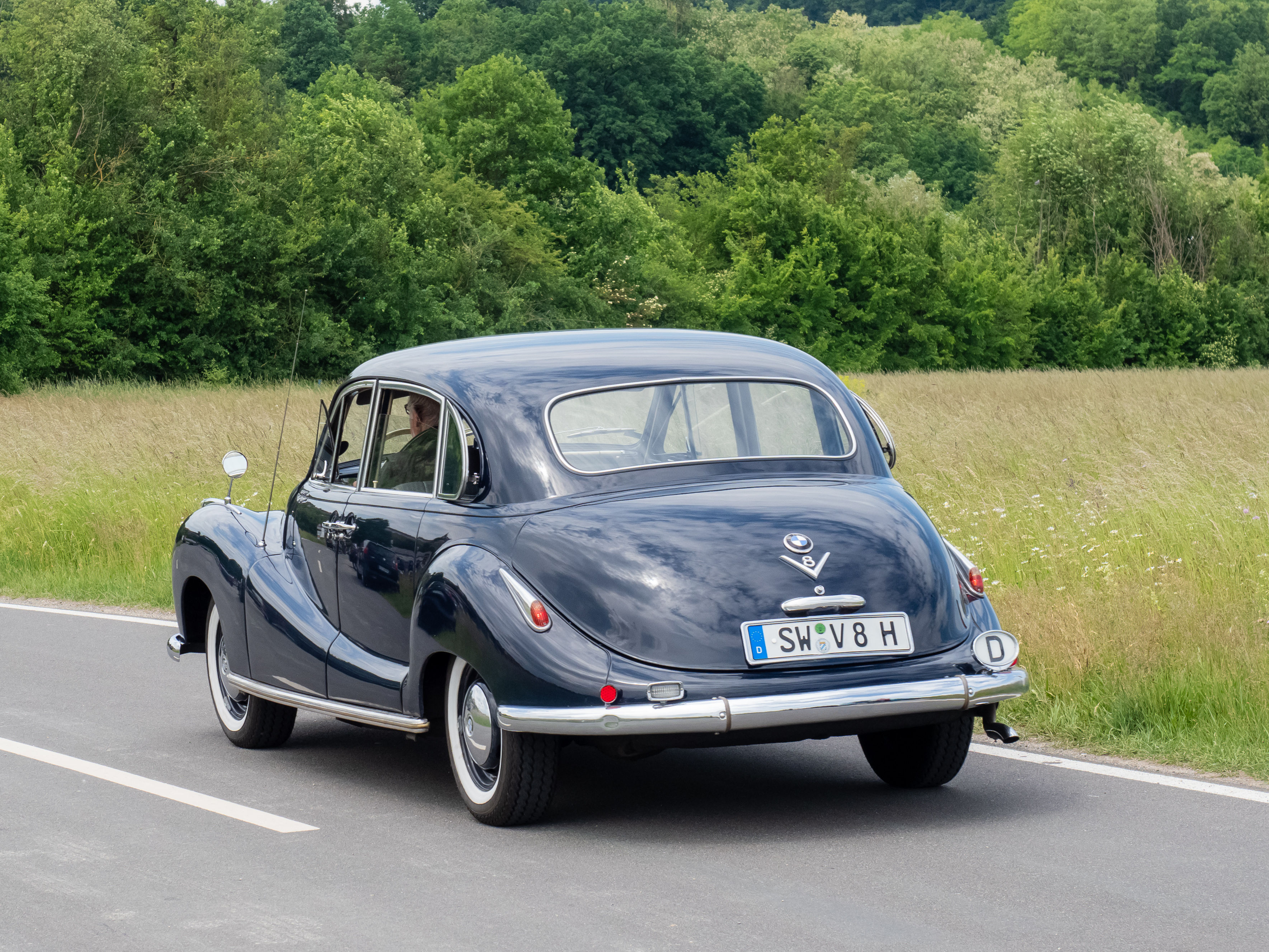
BMW 501 de mars 1955 avec moteur V8 et petite lunette arrière

Avec la perte de l’ancienne usine de production automobile d’Eisenach et la destruction totale et le démantèlement des usines de Munich, BMW a été particulièrement touché par la guerre et ses conséquences. La production de l'usine d'automobiles BMW d'Eisenach a repris fin 1945 avec des modèles BMW d'avant-guerre. Cependant, Eisenach étant situé dans la zone d'occupation soviétique, les voitures n'étaient pas fabriquées par BMW AG, mais par l'entité de fabrication soviétique « Autovelo » (rebaptisée plus tard EMW). Bien que non fabriqués par BMW, ces véhicules portaient le logo de la marque et ont été vendus comme des BMW. Cependant, chez BMW Munich, tout devait être recréé à partir de zéro.
Dans le même temps, BMW AG redémarre la production sur une échelle beaucoup plus réduite, en commençant avec des pots et casseroles, jusqu'au matériel ménager et aux vélos. Finalement, avec l'autorisation des autorités américaines et le financement des banques qui avaient mis BMW en redressement judiciaire, la fabrication de motos est relancée en 1948, avec le développement de la nouvelle automobile.
Pour mettre fin à la contrefaçon de marque par Autovelo, la branche Eisenach de BMW est dissoute à compter du 28 septembre 1949 et légalement au 11 octobre. Dépourvu d'argument juridique pour continuer à utiliser le nom et le logo de BMW, Autovelo a modifié le nom en EMW (Eisenacher Motorenwerk) et la couleur bleue du logo est passée en rouge.

### Trois approches de la construction automobile
En plus du design de l’ancien directeur de l’usine d’Eisenach, Peter Szymanowski, basé sur la base technique de la BMW 326 d’avant-guerre, un projet de petite voiture avec la désignation 331 et un design alternatif très moderne de Pininfarina ont également été poursuivis, dont un prototype a été construit. En fin de compte, cependant, seule la BMW 501 avec la conception de carrosserie de Szymanowski a été développée, dont la production a été approuvée par le directeur commercial de la Deutsche Bank, le directeur Hanns Grewenig, de plus, le conseil de surveillance et le conseil d’administration avaient voté en faveur de ce projet

« Les voitures BMW devraient être la carte de visite de la société allemande. »

— Hanns Grewenig : Der Spiegel

#### Donath
Kurt Donath, directeur technique de BMW et directeur général de l'usine Milbertshofen, sollicitait les fabricants, dont Ford et Simca, pour produire leurs véhicules sous licence. En particulier, Donath cherchait à produire des anciens produits sous licence, afin qu'il puisse acheter l'outillage allant avec la licence.

#### Böning
Alors que Donath essayait de trouver une voiture à construire sous licence, l'ingénieur en chef Alfred Böning a développé un prototype d'une petite voiture économique avec un moteur de moto. Appelé BMW 331, le prototype utilisait un moteur moto de 600 cm3, une boîte quatre vitesses, et une transmission directe sur l'essieu arrière. Le corps a été conçu par Peter Schimanowski et ressemblait à une BMW 327 en miniature.

#### Grewenig
La BMW 331 a été proposée pour la production à la direction, où le directeur des ventes Hanns Grewenig a opposé son veto. Grewenig, un banquier et ancien directeur de l'usine Opel, a estimé que la faible capacité de production de BMW était le mieux adaptée aux voitures de luxe avec des marges bénéficiaires élevées, similaires aux voitures BMW faites juste avant la guerre. À cette fin, il amena Böning et son équipe à créer la voiture qui allait devenir le 501.

## Conception et ingénierie

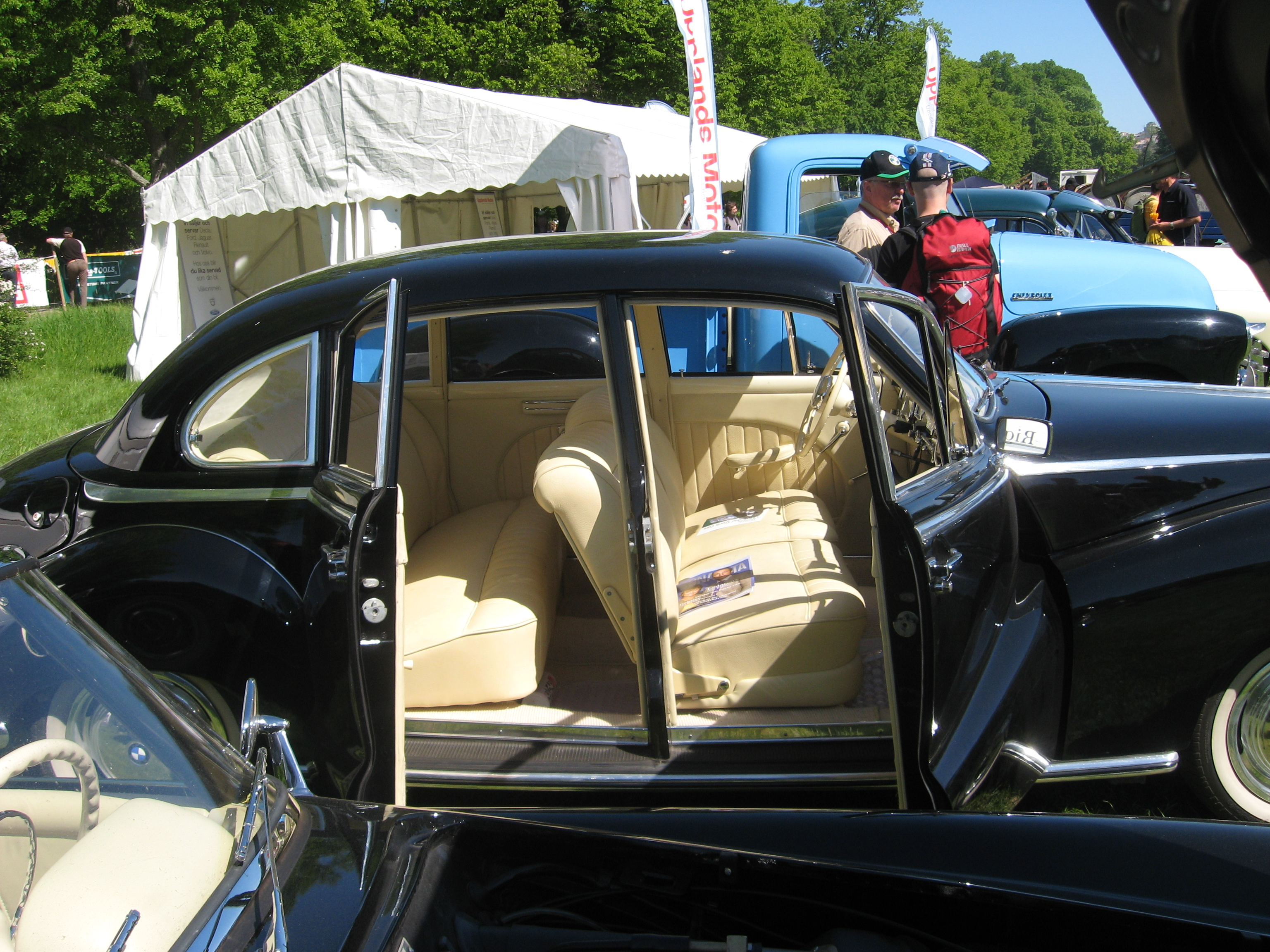
Intérieur cuir, porte "suicide", cela montre la le côté luxueux de la marque BMW.

La conception du cadre a été conservée : le designer Alfred Böning, qui a réussi dans le développement de motos BMW, construisit un cadre robuste avec des barres de torsion en tant qu’éléments de ressort, qui a ensuite été commercialisé sous le terme « cadre de protection complète ». La 501 avait une toute nouvelle plate-forme, avec un châssis périmétrique, une suspension avant à double bras avec barre de torsion et un essieu rigide avec ressorts à barre de torsion à l'arrière. Le mécanisme de direction était semblable à un système pignon-crémaillère, mais la crémaillère était semi-circulaire au lieu de droite,.
La 501 était propulsée par un moteur BMW M337 (en), un développement du BMW M78 (en) utilisé sur le modèle BMW 326 d'avant-guerre.
La boîte de vitesses à quatre rapports n'était pas boulonnée  au bloc moteur, mais était un mécanisme séparé, monté entre les deuxième et troisième traverses du châssis, entraîné par un arbre,. Bien que la mise en place de la boîte de vitesses à distance ait conduit à un couplage complexe du levier de vitesses monté sur la colonne, cela a également amélioré la place pour les jambes des passagers avant.
Le corps a été conçu en interne par Peter Schimanowski. Après avoir vu le prototype, la direction de BMW a commandé à Pininfarina de concevoir une alternative. Le prototype de Pininfarina a été jugé trop similaire pour son design à la berline Alfa Romeo 1900, aussi BMW en est-il resté à la conception de Schimanowski. Le corps en acier est beaucoup plus lourd que ce que Schimanowski avait calculé, résultant en une voiture complète d'un poids sec de 1 430 kg. Les performances en ont pâti, avec une vitesse de pointe de 135 km/h et une accélération de  0 à 100 km/h en 27 secondes, modeste en comparaison de la Mercedes-Benz 220 avec son six cylindres.
Une innovation est l'attention portée à la sécurité passive. La voiture avait un châssis robuste offrant une protection supérieure à la moyenne en choc latéral, une colonne de direction inhabituellement courte, en retrait de l'avant de la voiture, et un réservoir de carburant placé en un endroit bien protégé au-dessus de l'essieu arrière, afin de minimiser le risque d'incendie en cas d'accident.

## Réception et production
Enfin, le 7 avril 1951, BMW annonce la reprise de la production automobile dans une lettre à la presse professionnelle et, le 13 avril, publie une plaquette commerciale pour la BMW 501. La 501 fut présentée au public en avril 1951 au Salon de l'automobile de Francfort,. Moins chère que sa rivale, la Mercedes-Benz 220 et prête à la production, la 501 fit bonne impression sur le public, avec sa solide conception et malgré son extravagance. Son prix catalogue de plus de quinze mille Deutsche Mark, était d'environ quatre fois le salaire moyen de l'époque en Allemagne. Le public surnomma la 501 "Barockengel" (l'ange baroque) en référence aux grandes ailes et au style incurvé et coulant de sa carrosserie,.
Les questions de développement ont retardé le début de la production jusqu'à fin 1952 et, même alors, BMW n'avait toujours pas le matériel en fonctionnement pour presser les panneaux de carrosserie,. Les 2045 premiers corps de berlines à quatre portes furent construits par Karosserie Baur (en) et expédiés de Baur à Stuttgart vers l'usine BMW de Munich pour assemblage. La millième 501 a été construite le 1er septembre 1953.
Les 501 et dérivés intégrés au catalogue BMW étaient des berlines à quatre portes. Les versions Coupé et Cabriolet étaient disponibles sur commande personnalisée à Baur ou Autenrieth.
Un essai sur route de la 501 en mars 1953 par Auto- und Motorrad-Welt a rapporté une résistance au vent meilleure que la moyenne, ainsi qu'une bonne qualité de tenue de route et un système de chauffage efficace. La consommation de carburant mesurée était de 10,3 l/100 km.

## Général
Les véhicules représentatifs étaient très chers pour la période d’après-guerre, avec des prix compris entre 11 500 Deutsche Mark (501 de juillet 1956) et environ 22 000 Deutsche Mark (3,2 Liter Super de 1960-1963), de sorte qu’au cours des presque douze années de construction, seulement un peu plus de 23 000 exemplaires ont été vendus, dont environ 280 cabriolets et coupés carrossés par Baur à Stuttgart et Autenrieth à Darmstadt.
Les pompiers et la police ont reçu la BMW 501/502 en tant que véhicule d’urgence ou voiture de patrouille (connue dans la série télévisée Funkstreife Isar 12 (de) avec Wilmut Borell et Karl Tischlinger). La carrosserie Binz & Co. de Lorch (Bade-Wurtemberg) a construit une ambulance confortable pour le compte de la Croix-Rouge bavaroise sur la base de la BMW 502, qui est cependant restée unique.
La production en série d’une limousine Pullman était prévue, et présentée au Salon de l'automobile de Francfort en 1955 sous le nom de BMW 505. Cette voiture de 5,10 m de long avec cloison et interphone entre l’habitacle avant et l’habitacle arrière, surface d’écriture rabattable, bar à boissons, etc., était destinée à concurrencer la Mercedes-Benz 300 en tant que « voiture d’État ». Cependant, le chancelier fédéral Konrad Adenauer n'ayant pu entrer avec son chapeau, continua à préférer la Mercedes, et la BMW 505 n’est pas entrée en production de série : il reste deux modèles d’exposition.
Les prestigieuses, mais déficitaires BMW huit cylindres, les 502, 503 et 507, ont été l’une des raisons pour lesquelles BMW a failli être repris par son principal concurrent, Daimler-Benz, à la fin des années 1950. Cependant, cela a été empêché par les petits actionnaires lors de l’assemblée générale de 1959. L’industriel Herbert Quandt, qui joua  un grand rôle dans la restructuration de BMW, avec un engagement financier et personnel considérable, reçut en remerciement une BMW 3200 CS Cabriolet. BMW se redressa économiquement grâce au succès de l’Isetta, de la BMW 700 et de la "Neue Klasse" (BMW 1500) présentée en 1961.

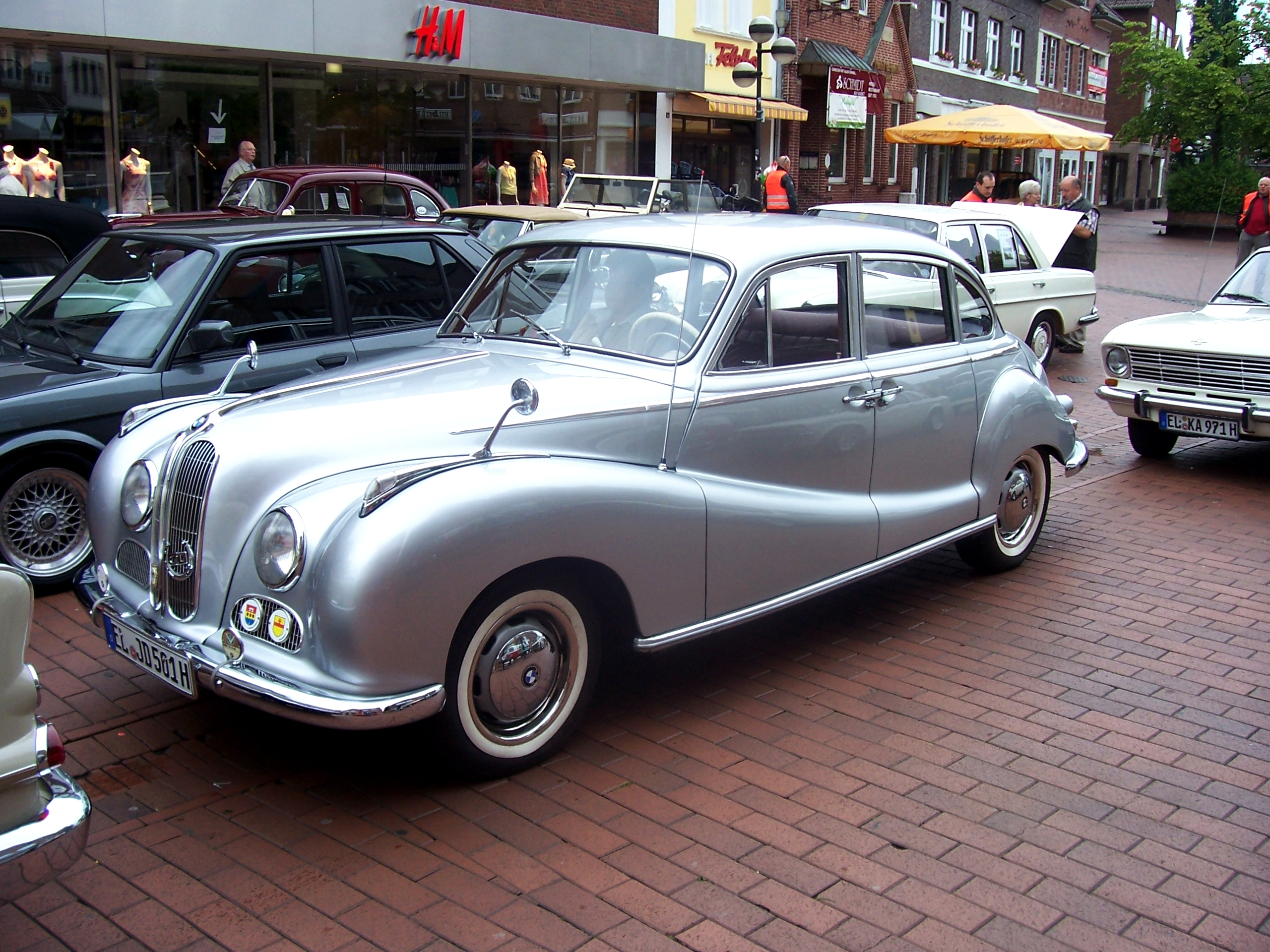
BMW 501 (1957)
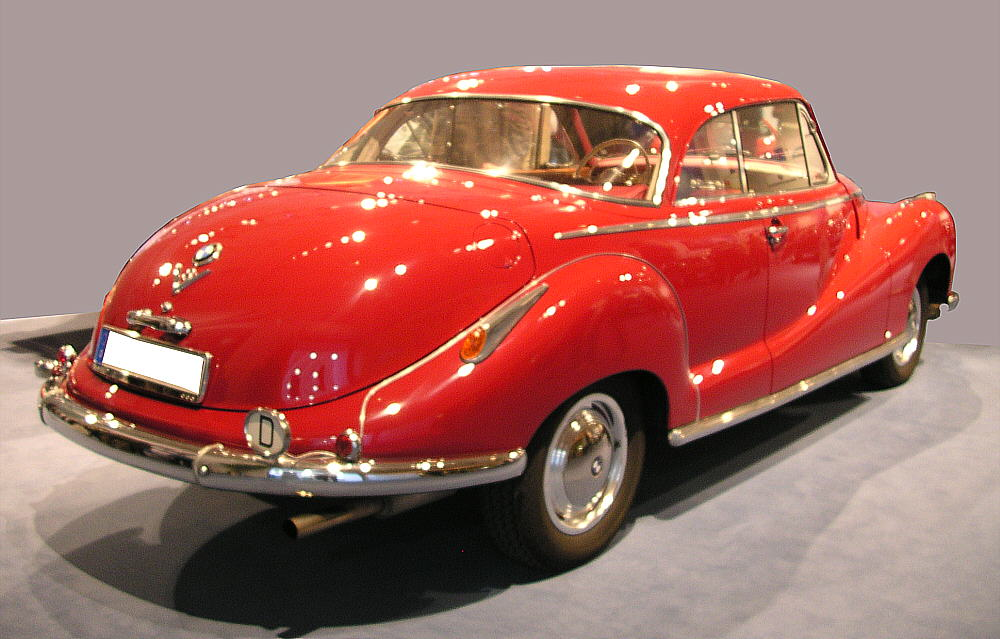
BMW 502 coupé
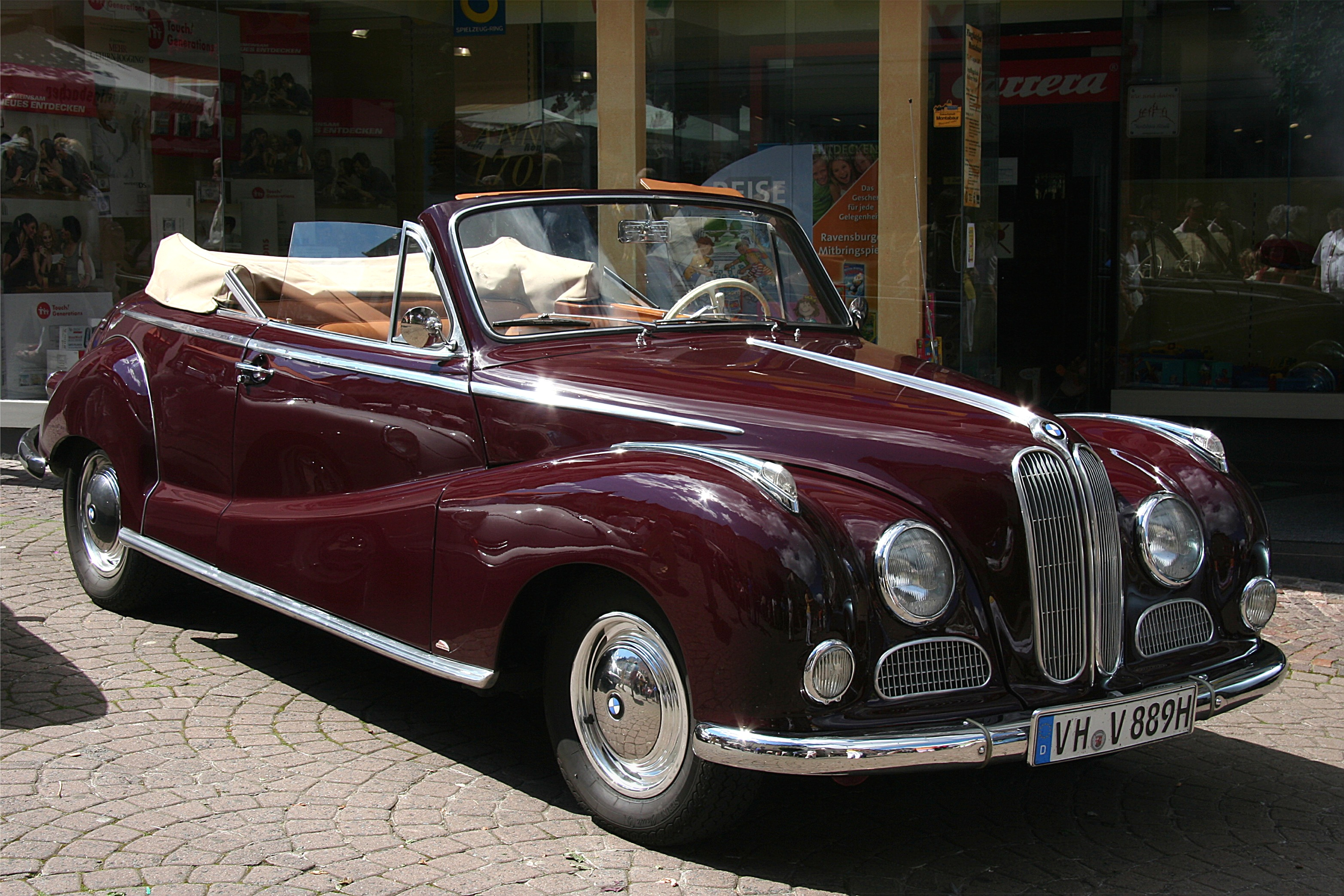
BMW 502 Baur-Cabriolet
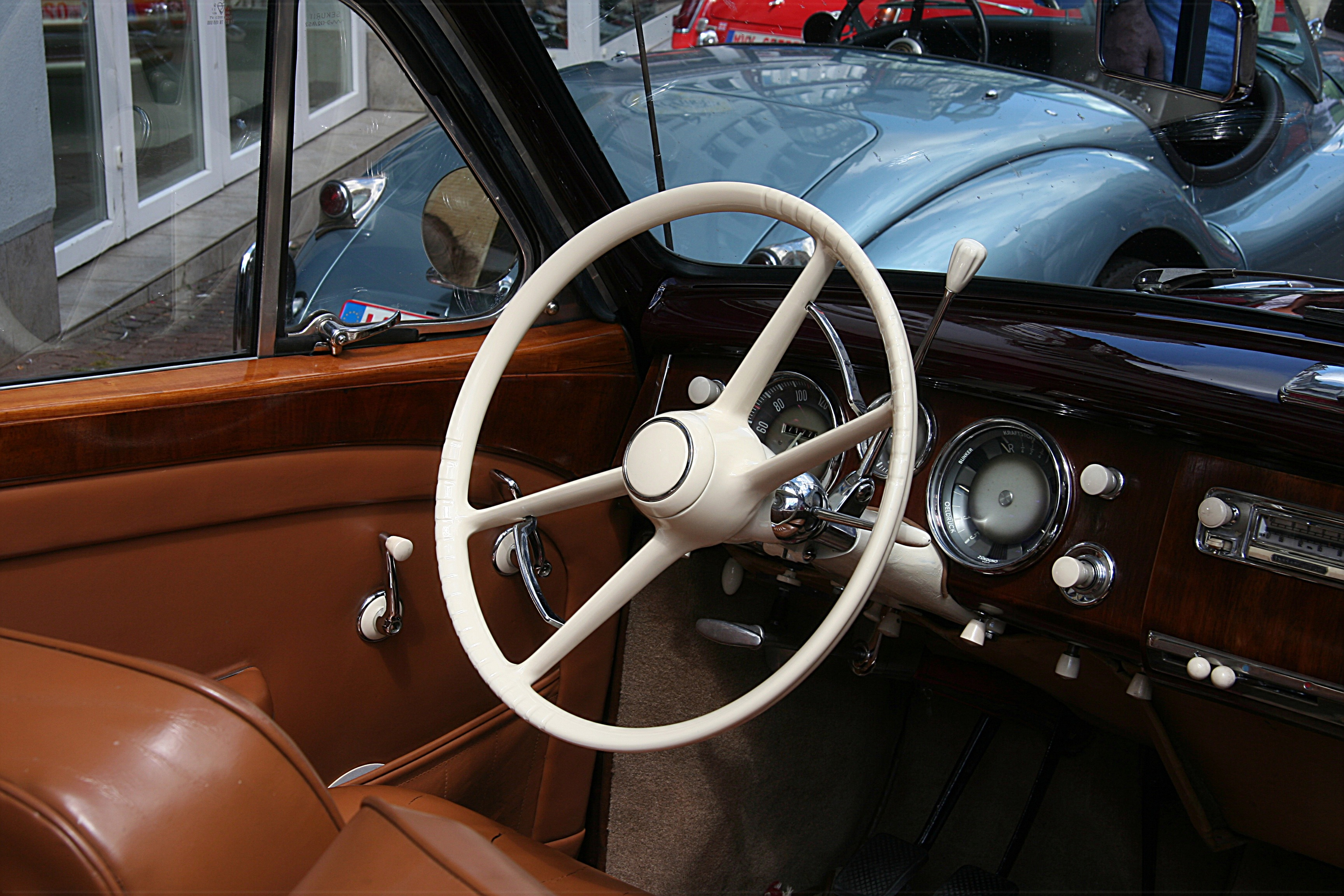
Poste de pilotage
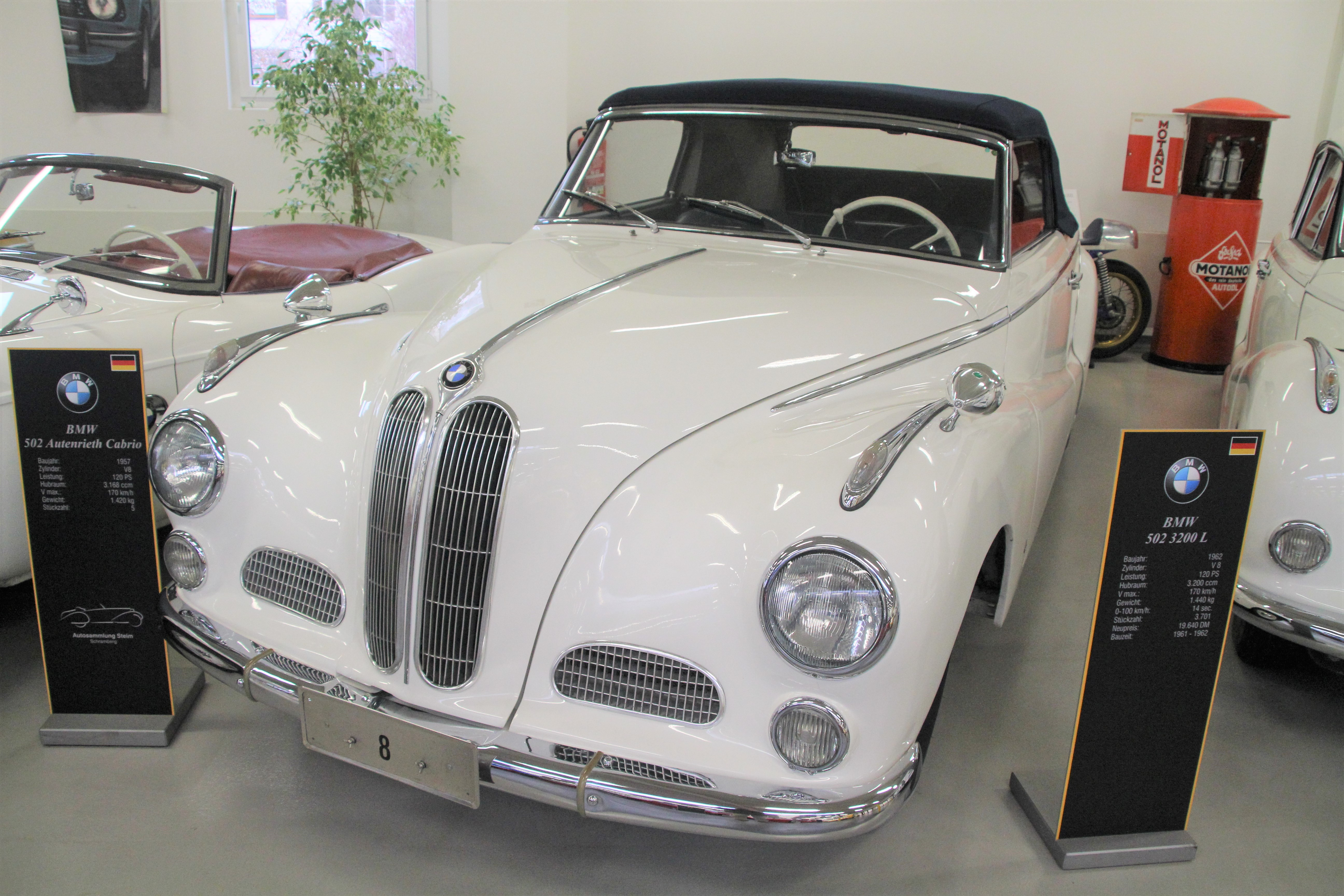
BMW 502 V8 Autenrieth-Cabriolet (deux portes, 1957)
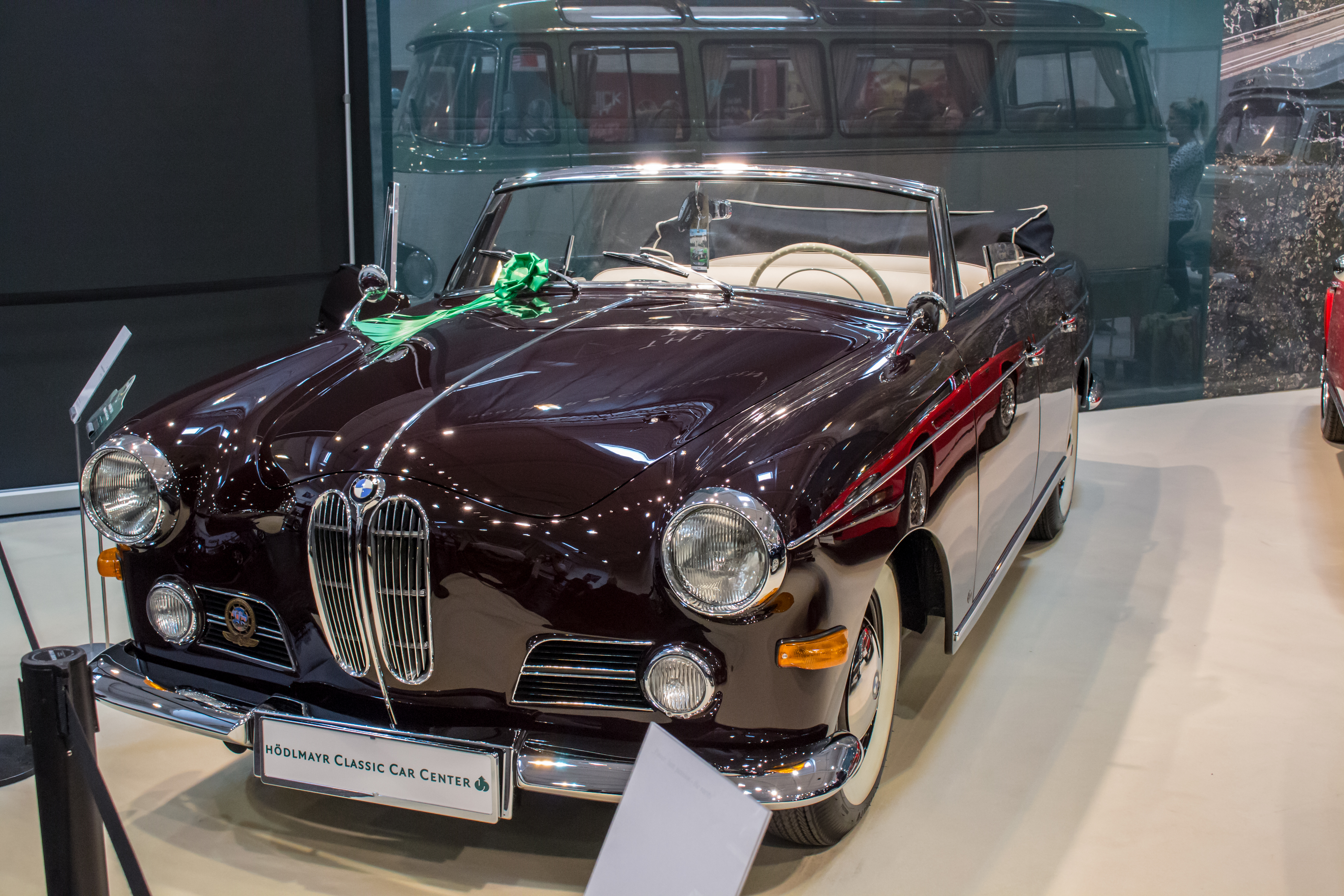
BMW 502 V8 Autenrieth-Cabriolet (quatre portes, 1960)
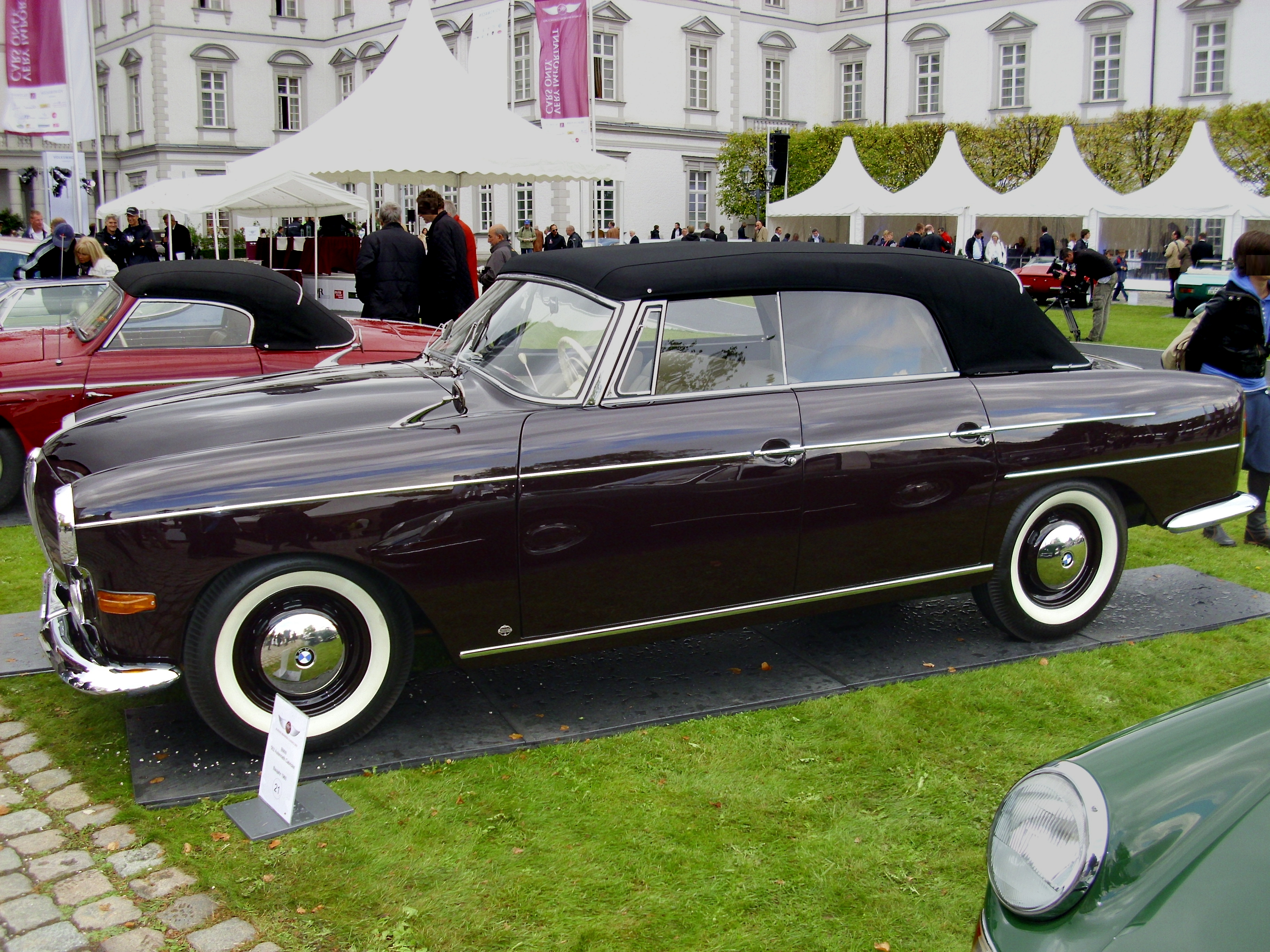
BMW 502 V8 Autenrieth-Cabriolet (quatre portes)
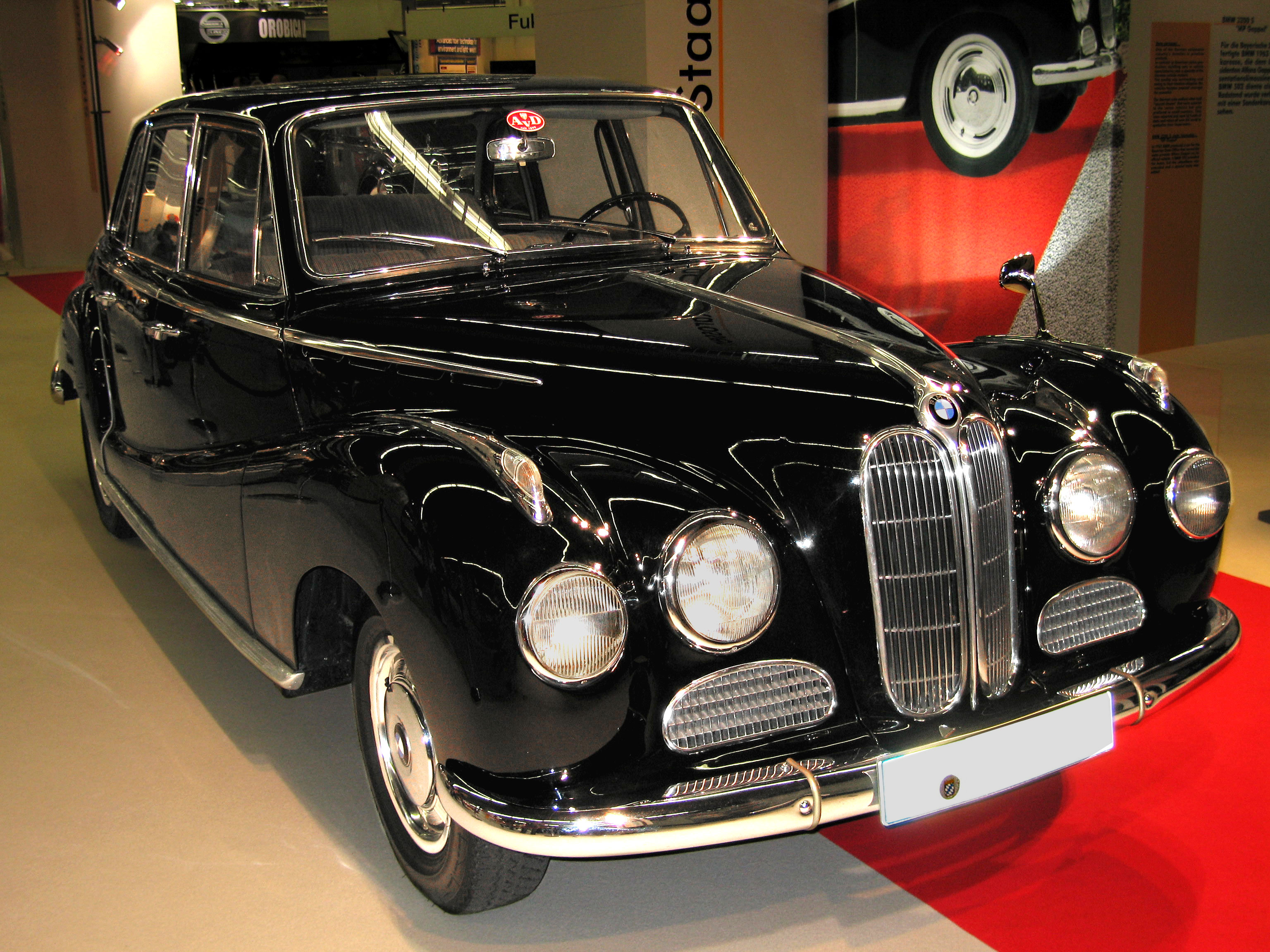
BMW 3200S, véhicule de représentation

## Jugement de la presse

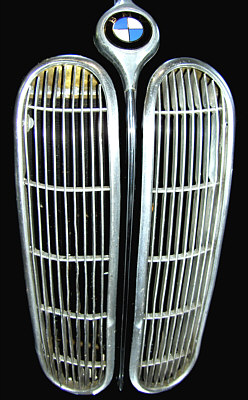
Calandre d’une BMW 501

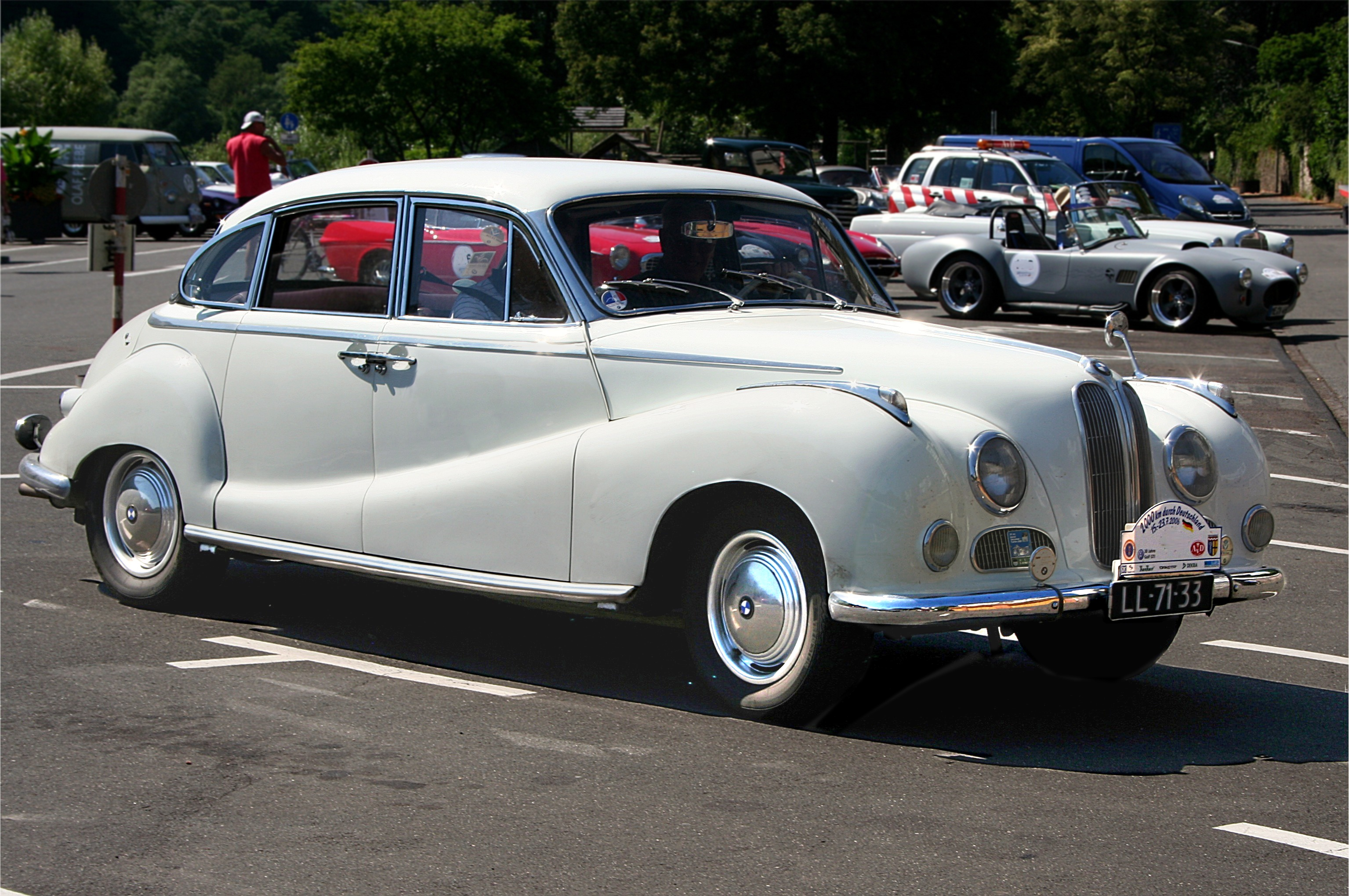
BMW 3200 L (1962)

L’Auto- und Motorrad-Welt du 20 mars 1953 a écrit à propos de la BMW 501 avec moteur de deux litres, entre autres : « Une voiture allemande de la catégorie luxueuse avec une ligne à égalité avec les meilleures italiennes et le célèbre visage BMW. Le coefficient de traînée favorable de la carrosserie se traduit par une faible consommation de carburant, même à grande vitesse.» Dans la fiche technique, la consommation de carburant standard est donnée à 10,3 l/100 km. Le chauffage et la ventilation ingénieux de la voiture et la suspension à "barres de torsion facilement réglables" sont particulièrement mis en valeur. À propos du moteur six cylindres, il est écrit : «Le moteur développé à partir de celui de la BMW 326 [Note : 1936-1941] a été considérablement amélioré : orifices d’admission modifiés, soupapes à tulipe, chambre de combustion améliorée, qui permet une compression plus élevée avec la même résistance aux chocs, et un vilebrequin renforcé qui se traduit par une excellente élasticité du moteur avec une puissance de 65 ch. L’embrayage à commande hydraulique évite les à-coups au démarrage.»
Le catalogue "Die Auto-Modelle 1963/64" (Vereinigte Motor-Verlage GmbH, Stuttgart) parle des dernières "Barockengel" (BMW 502 et BMW 3200) : «La douceur de fonctionnement, l’équilibre et l’élasticité des moteurs huit cylindres sont tout aussi impressionnants que les performances. Bien sûr, on peut difficilement les qualifier de très économiques [note : environ 15 l/100 km], mais l’expérience a montré que cela ne joue pas un rôle majeur dans cette catégorie de véhicules. L’acheteur d’une automobile aussi représentative apprécie d’autant plus la fabrication digne et stable, qui ne peut être trouvée à ce point que dans des cas exceptionnels aujourd’hui. Conformément à sa forme extérieure, dont les opinions sont naturellement très divergentes, la voiture apparaît également assez conservatrice à l’intérieur. Après tout, il y a bien plus d’espace que ce à quoi on pourrait s’attendre de l’extérieur, et il n’y a pas grand-chose à redire en termes de confort ou d’accessoires plus modernes.»
En même temps que la 502, une variante à moteur 8 cylindres de la 501 apparaît, destinée à être un modèle d’entrée de gamme parmi les V8. À l’époque, le journal spécialisé Krafthand écrivait à propos de la version V8 : «Aucune personne sensée ne se faufilerait dans la zone à 20 km/h en prise directe. Ce moteur huit cylindres le supporte, comme nous l’avons vu lors de tentatives répétées, puis accélère sans effort et presque en douceur jusqu’à son apogée.».

## Développement de la BMW 501
La 501 A a été lancée en 1954 en remplacement de la 501 d'origine avec garniture et équipement similaire, mais qui était vendue à 14180 DM soit une réduction de prix de plus de huit cents Deutsche Mark,.
Le moteur et la désignation de modèle ont été modifiés de nouveau au printemps 1955. Les 501A et 501 B ont été remplacées par la 501/3, avec une nouvelle version du moteur M337. La 501/3 a été présentée en même temps que la 501 V8, qui comportait une version dérivée du 2.6-litre V8 de la 502 sortie l'année précédente. Les 501/3 et 501 V8 ont été produites jusqu'en 1958, lorsque le moteur à six cylindres et le modèle 501 ont été abandonnés.

## Le premier moteur huit cylindres de BMW

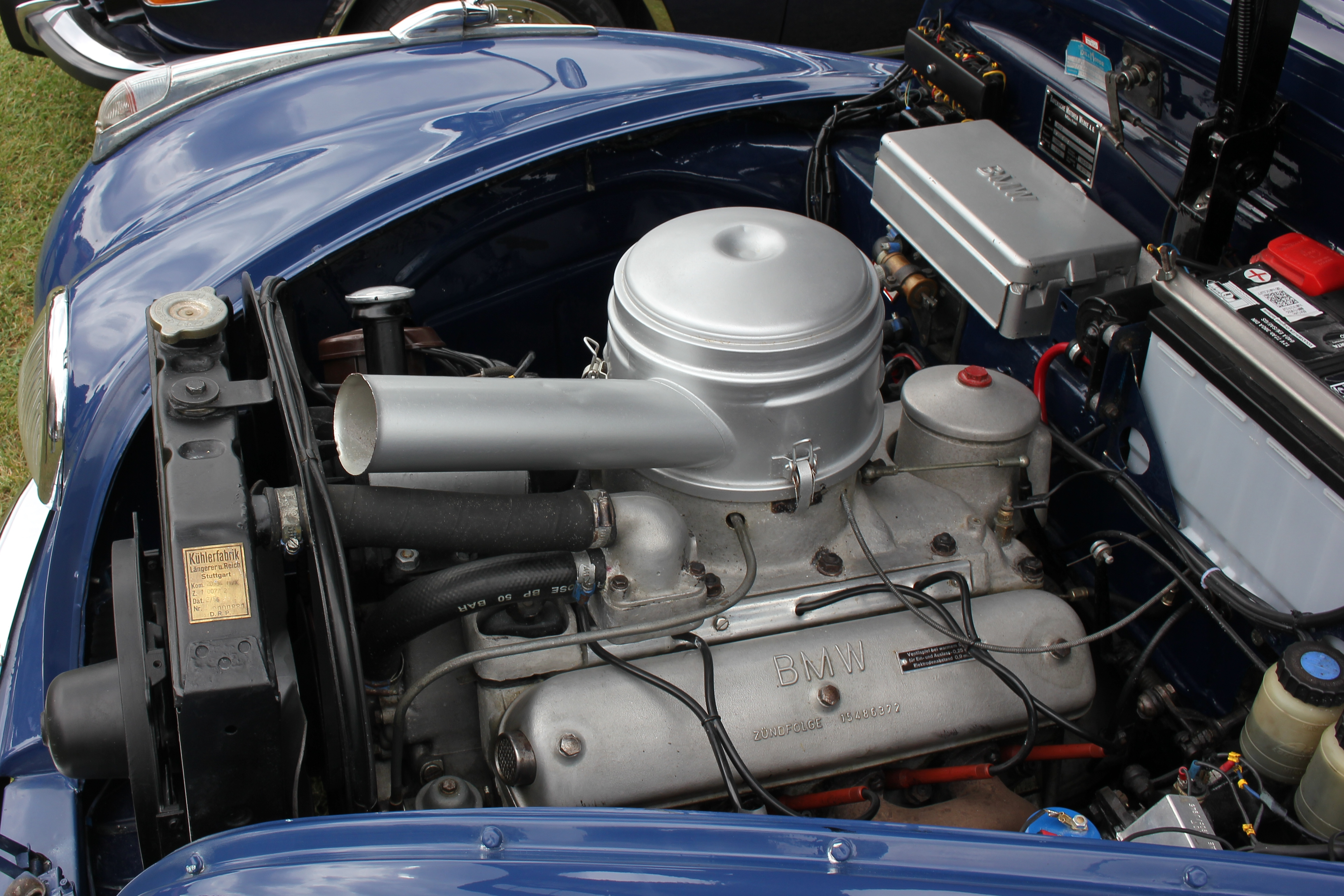
Compartiment moteur d’une BMW 502 de 1957

Le moteur de la BMW 502 était le premier moteur huit cylindres construit par BMW et en même temps la première voiture de tourisme à moteur huit cylindres produite en Allemagne après la Seconde Guerre mondiale. Après des essais avec des angles de cylindre plus petits, un moteur avec un angle de 90 degrés a été construit, ce qui a ensuite conduit au modèle de production.
De plus, depuis la fin de la production de la Tatra 87 tchécoslovaque avec un moteur Elektron léger en 1950, le moteur de la 502 était unique en Europe jusqu’à l’introduction de la Tatra 603 à moteur V8 en alliage léger en aluminium standard en 1956.

## BMW 502

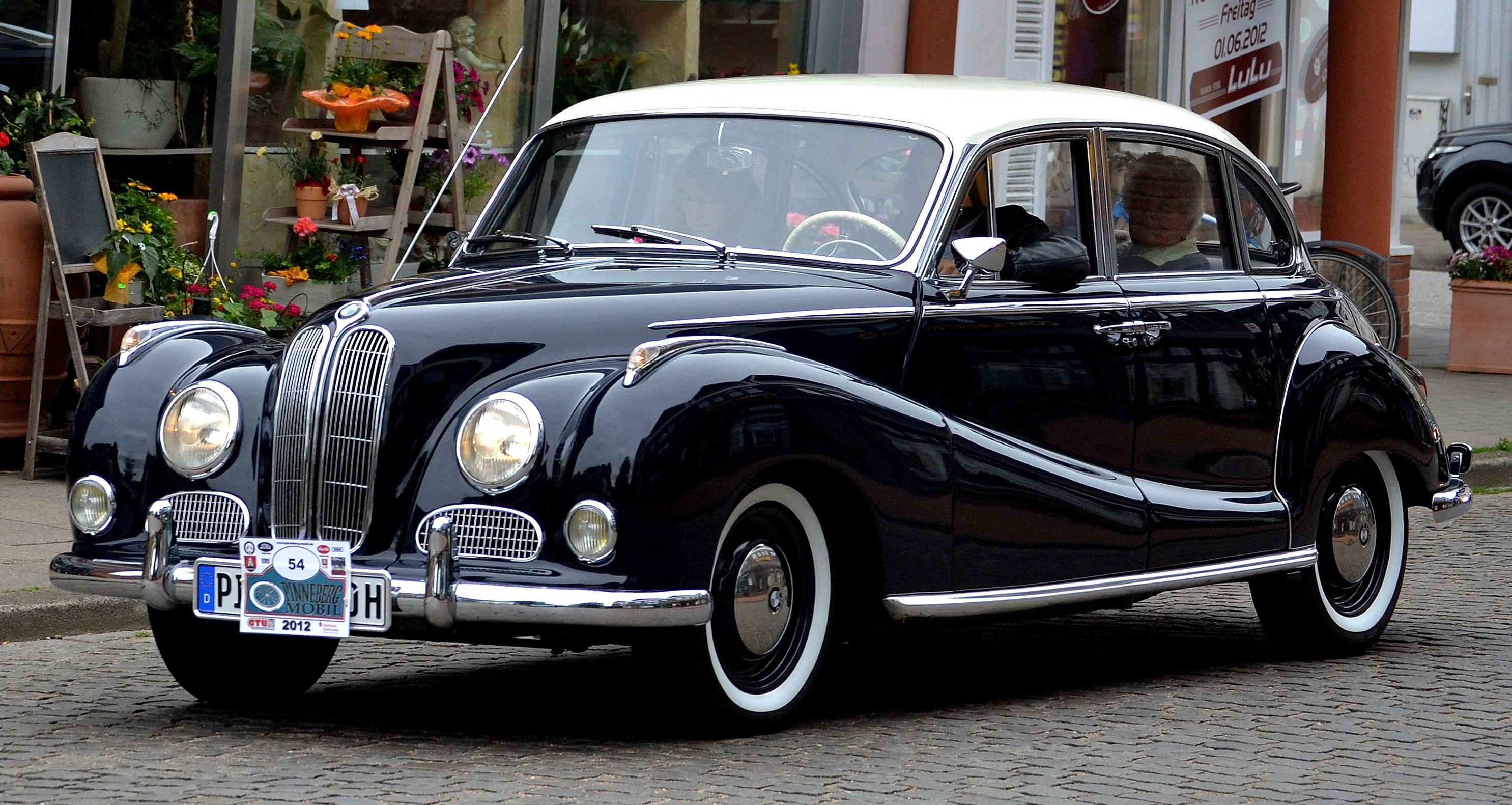
BMW 502 de 1959.

Avant la construction du premier prototype de la 501, Böning avait calculé la masse de la voiture et s'était rendu compte que le moteur six cylindres serait à peine suffisant pour propulser le véhicule. Il proposa alors à la direction, qui en accepta l'idée, l'étude pour les futurs modèles d'un moteur plus puissant. Böning commença l'étude d'un moteur V8 techniquement similaire au tout nouveau moteur V8 Oldsmobile (en) avec un seul arbre à cames dans le V, manœuvrant les soupapes en tête via des poussoirs. Le moteur BMW V8 OHV (en) différait de ses homologues de Détroit par l'utilisation d'un bloc en alliage d’aluminium avec des chemises en fonteNorbye, p. 91 et une taille moindre avec 74 mm d'alésage et 75 mm de course donnant  2 580 cm3 de cylindrée,. Le développement du V8 fut terminé par Fritz Fiedler qui a remplacé Böning comme ingénieur en chef en 1952.
Le moteur V8 fut présenté au salon de Genève de 1954 comme moteur de la nouvelle BMW 502,. Partageant le châssis et le corps avec la 501, la 502 était plus luxueusement aménagée, et, avec son V8 léger produisant 100 ch avec un seul carburateur solex double corps, plus rapide,. La vitesse affichée de 160 km/h était bien supérieure à celle de la
première Ponton Mercedes six cylindres, présentée la même année. La 502 était alors la plus rapide des berlines allemandes en production.
Le 502 a été proclamée la première voiture V8 de l'Allemagne d'après guerre, mais son prix élevé de 17800 DM a conduit à de faibles ventes ; seulement 190 furent vendues la première année de production.

### BMW 2.6 and 2.6 Luxus
Les désignations des modèles 501 et 502 ont été arrêtées en 1958, lorsque la 501 V8 a été renommée BMW 2.6 et la 502 a été rebaptisé 2.6 Luxus,,. Les voitures ont continué sous ces appellations jusqu'en 1961 avec seulement deux changements notables : la direction assistée est devenue une option en 1959, tandis que les freins à disque avant ont été ajoutés en 1960.

### BMW 2600 and 2600L
En 1961, les appellations ont été à nouveau changées : 2600 et 2600L. Le moteur de la 2600L a été poussé pour donner 110 chevaux (82 kW). La production s'est terminée en 1963.